# SH821i
Super Doccimo SH821i（スーパー　ドッチーモ エス エイチ　はち にー いち アイ）は、シャープ製のNTTドコモの第二世代携帯電話(mova)・PHS（ドッチーモ）端末である。

## 概要
携帯電話とPHSを一台に兼ね備えたNTTドコモのドッチーモ。これにiモードが付けられた「スーパードッチーモ」シリーズが2000年に登場した。この端末はシャープ初のiモード端末で、なおかつ最初で最後のスーパードッチーモである。スーパードッチーモシリーズでは最初に発売された。
スーパードッチーモとしては唯一カラー液晶を備え、当時は画期的であった。着信メロディは3和音対応。

## 歴史
- 2000年1月31日　テレコムエンジニアリングセンター(TELEC)による技術基準適合証明の工事設計認証（工事設計認証番号WAB0005、JZAB0010）
- 2000年2月21日　電気通信端末機器審査協会による技術基準適合認定の設計認証（設計認証番号A00-0155JP、J00-0045）
- 2000年3月30日　TELECによる技術基準適合証明の工事設計認証（工事設計認証番号WAB0006）
- 2000年4月8日　 SO502i とともにドコモから発表。
- 2000年6月1日　 発売
- 2002年9月4日　 TELECによる技術基準適合証明の工事設計認証（工事設計認証番号01WAB1008、01JZAB1010）
- 2008年1月7日　 PHSサービス終了によりこの日以降に使用できるのはmovaのみとなる。
- 2012年3月31日　movaサービス終了により使用はこの日限りとなる。